# Junji Honma
Junji Honma (jap. 本間順次, Honma Junji; * um 1948) ist ein japanischer Badmintonspieler. 

## Karriere
Junji Honma siegte 1970 bei den US Open im Herrendoppel mit Ippei Kojima. Bei den Asienspielen des gleichen Jahres wurde er Zweiter im Doppel mit Shōichi Toganoo. Ein Jahr später gewann er Silber im Herreneinzel bei den Asienmeisterschaften. Bei den All England 1970 belegte er Rang fünf im Einzel, drei Jahre später Rang neun. 

## Sportliche Erfolge
| Saison | Veranstaltung      | Disziplin    | Platz | Name                          |
| ------ | ------------------ | ------------ | ----- | ----------------------------- |
| 1970   | US Open            | Herrendoppel | 1     | Junji Honma / Ippei Kojima    |
| 1970   | Asienspiele        | Herrendoppel | 2     | Junji Honma / Shōichi Toganoo |
| 1971   | Asienmeisterschaft | Herreneinzel | 2     | Junji Honma                   |

## Referenzen
- Federball 11 (1970) (7), S. 13
- http://newspapers.nl.sg/Digitised/Article.aspx?articleid=straitstimes19701220.2.151
- http://newspapers.nl.sg/Digitised/Article.aspx?articleid=straitstimes19710821.2.134.3

| Personendaten    | Personendaten                |
| ---------------- | ---------------------------- |
| NAME             | Honma, Junji                 |
| ALTERNATIVNAMEN  | 本間順次 (japanisch)         |
| KURZBESCHREIBUNG | japanischer Badmintonspieler |
| GEBURTSDATUM     | um 1948                      |